# لو وي (سياسي)
لو وي (بالصينية: 鲁炜) هو سياسي صيني، ولد في 1960 في الصين. حزبياً، نشط في الحزب الشيوعي الصيني (فبراير 1991 – ).